# 7. srpen
7. srpen je 219. den roku podle gregoriánského kalendáře (220. v přestupném roce). Do konce roku zbývá 146 dní.

## Události

### Česko
- 1872 – Usvědčený donašeč a policejní spolupracovník Karel Sabina byl donucen opustit Prahu a odstěhoval se do Drážďan.
- 1877 – Královské Vinohrady I. přejmenovány na Žižkov.
- 1901 – Mezi Mostem a Litvínovem byl zahájen provoz úzkorozchodné elektrické tramvaje.
- 1936 – Premiéra českého hudebního filmu Na tý louce zelený režiséra Karla Lamače. Jedná se o zfilmovanou operetu Járy Beneše s Věrou Ferbasovou a Járou Kohoutem v hlavních rolích.
- 1938 – První Mírové líšeňské slavnosti v Brně pořádané komunisty po sovětském vzoru s ohromnou pompou, kýčem a s politickými provoláními, lákaly do dnešního Mariánského údolí. Hlavní projev přednesl Klement Gottwald.
- 1945 – Do Prahy byl tajně z amerického zajetí převezen bývalý státní ministr pro protektorát Karl Hermann Frank. Jeho převoz byl oznámen tajnou šifrou v rozhlasovém vysílání rádia Luxembourg.
- 1957 – Vláda Československé republiky přijala usnesení o zásadním rozšíření AZNP Mladá Boleslav, výstavbě nového vysokokapacitního závodu automobilky a vývoji nového osobního automobilu (pozdější Škody 1000 MB).
- 2002 – Začala nejničivější povodeň v novodobých českých dějinách.
- 2010 – Začala jedna z nejničivějších povodní na severu Čech.

### Svět
- 0626 – Římsko-perské války: poté, co se Byzantincům podařilo odrazit spojená vojska Avarů, Slovanů a Peršanů skončilo první obležení Konstantinopole.
- 0936 – Ota I. Veliký korunován v Cáchách německým králem.
- 1620 – bitva u Ponts-de-Cé, známá také jako Hrátky u Ponts-de-Cé, pro snadnost, s jakou porazilo vojsko pod velením Ludvíka XIII. armádu vzbouřenců placených jeho matkou Marií Medicejskou a skupinou vzbouřených šlechticů
- 1679 – Francouzský objevitel René Robert Cavelier de La Salle dosáhl Niagarských vodopádů.
- 1714 – Severní válka: ruská flota porazila švédské loďstvo v bitvě u Gangutu.
- 1814 – Papež Pius VII. vydal bulu Sollicitudo omnium ecclesiarum, kterou celosvětově obnovil Tovaryšstvo Ježíšovo.
- 1819 – V boji o nezávislost: armáda Simóna Bolívara zvítězila nad vojskem španělských roajalistů v bitvě u Boyacá. Bolivar vyhlásil nový stát Velká Kolumbie, který zaujímá prakticky celý sever Jižní Ameriky
- 1909 – Alice Huyler Ramseyová se 3 přítelkyněmi jako první ženy dokončily jízdu automobilem napříč USA, která trvala 59 dnů. Vyrazily z města New Yorku do San Francisca v Kalifornii.
- 1942 – Druhá světová válka: americké síly se vylodily na Guadalcanalu na Šalomounových ostrovech a obsadily letiště, které tu pracně vybudovali Japonci. Začíná bitva o Guadalcanal, která skončila 7. února 1943 vítězstvím USA a v níž zahynulo na 24 000 Japonců a 1600 Američanů.
- 1943 – Druhá světová válka: Rudá armáda zahájila útok na Smolensk – Operace Suvorov. Armáda obsadila a osvobodila Bělgorod.
- 1960 – Republika Pobřeží slonoviny vyhlásila nezávislost na Francii.
- 1961 – Sovětský kosmonaut German Titov byl na palubě Vostoku 2 druhým sovětem ve vesmíru a prvním člověkem, který strávil v kosmu více než den. Za 25 a půl hodiny obletěl Zemi sedmnáctkrát.
- 1974 – Francouzský provazochodec Philippe Petit přešel na nataženém laně mezi budovami Dvojčat Světového obchodního centra, samozřejmě bez vědomí vládních a městských úřadů.
- 1976 – Program Viking: Sonda Viking 2 vstoupila na oběžnou dráhu kolem Marsu.
- 1998 – Bombový útok na americká velvyslanectví v keňském Nairobi a Dar es Salaamu si vyžádal 220 obětí, k útoku se přihlásila Al-Káida
- 2008 – Začátek rusko-gruzínské války: Gruzie obsadila svým vojskem nově vyhlášenou republiku Jižní Osetii, která je podporována Ruskem.

## Narození
Viz též Kategorie:Narození 7. srpna — automatický abecedně řazený seznam.

### Česko

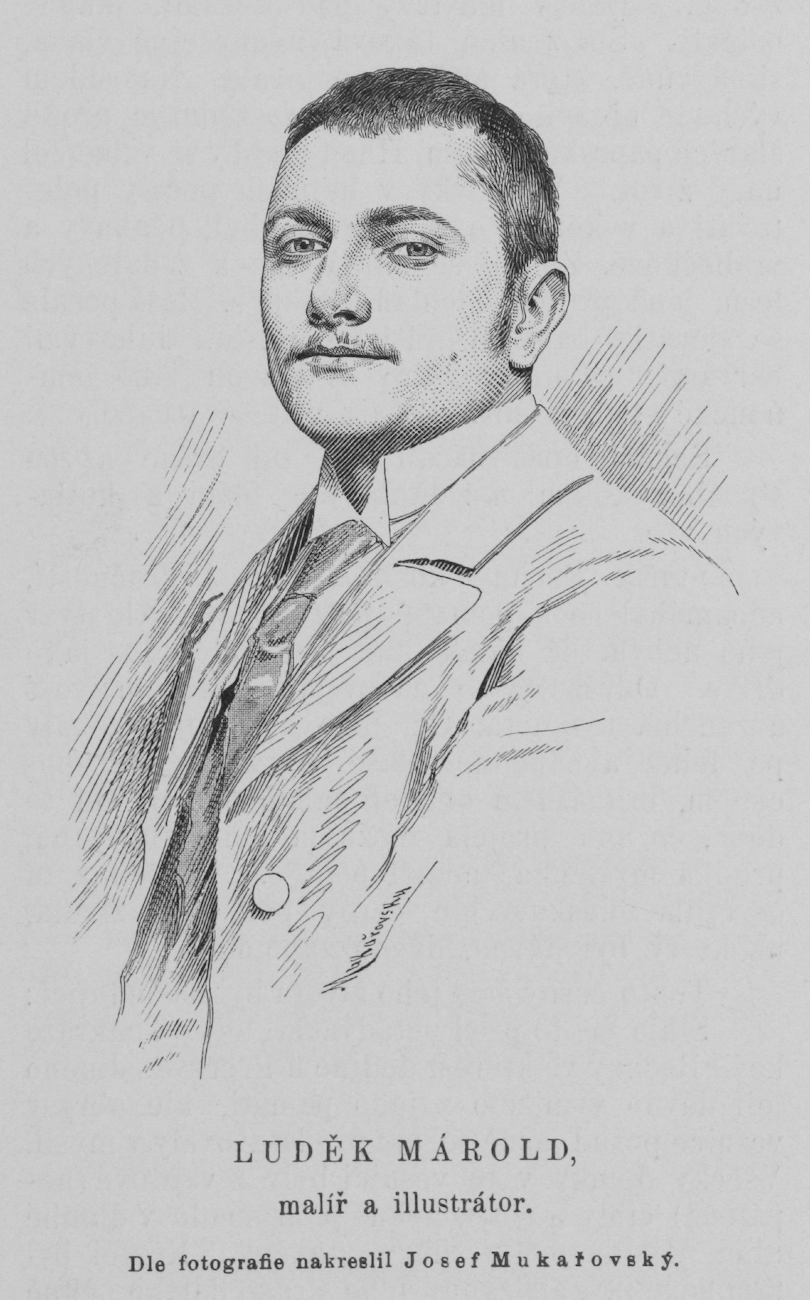
Luděk Marold (* 1865)

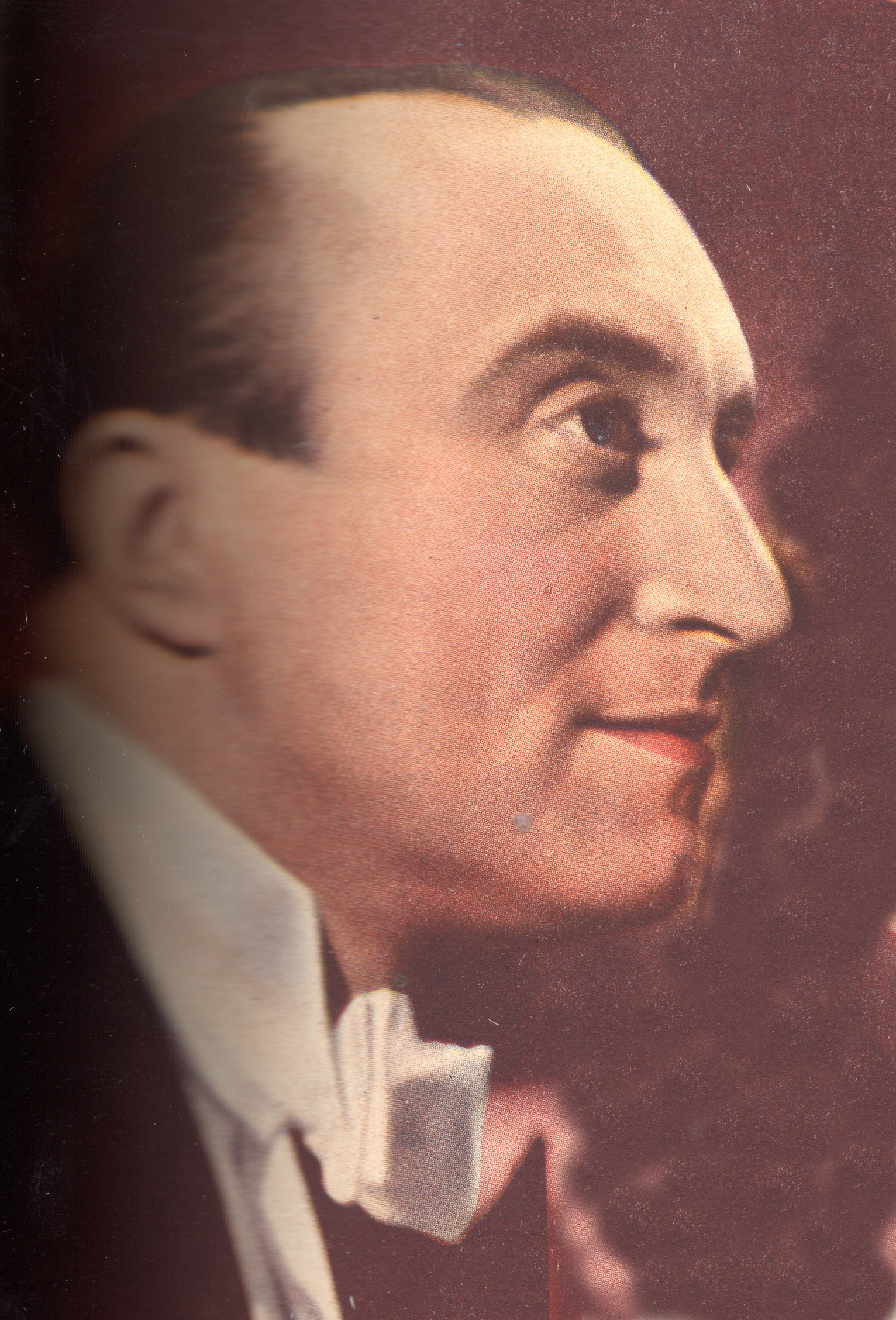
Oldřich Nový (* 1899)

- 1800 – Josef Krasoslav Chmelenský, obrozenecký básník († 2. ledna 1839)
- 1853 – Justin Václav Prášek, historik, orientalista († 24. prosince 1924)
- 1859 – Arnold Holitscher, československý lékař a německojazyčný politik († 21. října 1942)
- 1862 – Karel Dědic, československý politik († 2. července 1928)
- 1865 – Luděk Marold, malíř a ilustrátor († 1. prosince 1898)
- 1868 – Karel Bulíř, lékař a popularizátor († 22. dubna 1939)
- 1870 – Josef Samsour, římskokatolický kněz a církevní historik († 4. března 1930)
- 1871
  - Josef Antonín Brousil, malíř, krajinář († 27. září 1892)
  - Ivan Schulz, překladatel a soudce († 2. ledna 1935)
- 1879 – Oswald Hillebrand, československý politik německé národnosti († 4. června 1926)
- 1898 – Božena Kamenická, lidová léčitelka a bylinkářka († 5. září 1996)
- 1899 – Oldřich Nový, filmový a divadelní herec, režisér, skladatel, dramaturg a zpěvák († 15. března 1983)
- 1910 – Kajetán Matoušek, světící biskup pražský († 21. října 1994)
- 1914 – Vojtěch Cach, spisovatel a dramatik († 30. září 1980)
- 1919
  - Stanislav Procházka, zpěvák († 16. dubna 2016)
  - Ladislav Sitenský, fotograf († 14. listopadu 2009)
- 1920
  - Antonín Bradáč, fotbalový reprezentant († 5. dubna 1991)
  - Leopold Láznička, sprinter († 17. března 2003)
- 1921
  - Bohumila Grögerová, spisovatelka († 21. srpna 2014)
  - Karel Husa, hudební skladatel a dirigent  († 14. prosince 2016)
- 1923 – Jaroslav Klápště, výtvarný umělec a grafik († 23. září 1999)
- 1927 – Jiří Malásek, klavírista, hudební skladatel, dramaturg a aranžér († 26. září 1983)
- 1935 – Vladimír Bystrov, publicista a překladatel († 1. června 2010)
- 1939 – Bronislav Poloczek, herec polské národnosti († 16. března 2012)
- 1940 – Josef Stingl, anatom, chirurg
- 1942 – Josef Gebauer, archivář a historik († 19. května 2004)
- 1944 – František Benda, chemik a politik († 1. ledna 2017)
- 1954
  - Pavel Opočenský, sochař
  - Jan Žaloudík, politik a lékař
- 1963 – Zdeněk Suchý, režisér a herec
- 1964 – Miloš Sládek, literární historik, archivář a editor
- 1976 – Adéla Pollertová, baletka
- 1983 – Jan Hájek, tenista
- 1986 – Sámer Issa, zpěvák, účastník soutěže Česko hledá SuperStar

### Svět

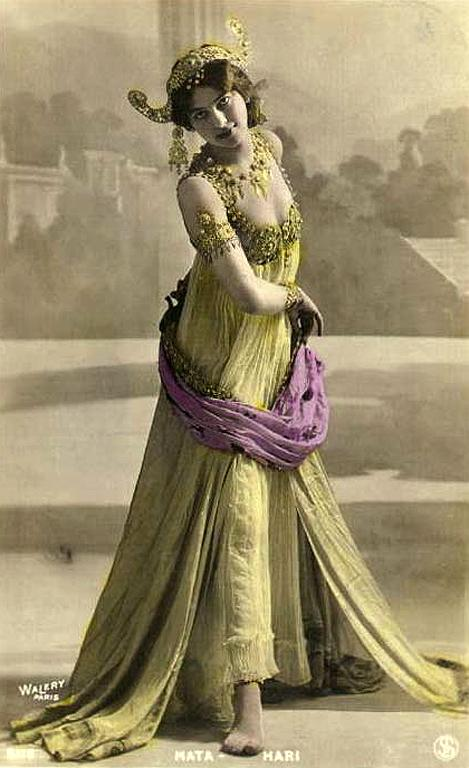
Mata Hari (* 1876)

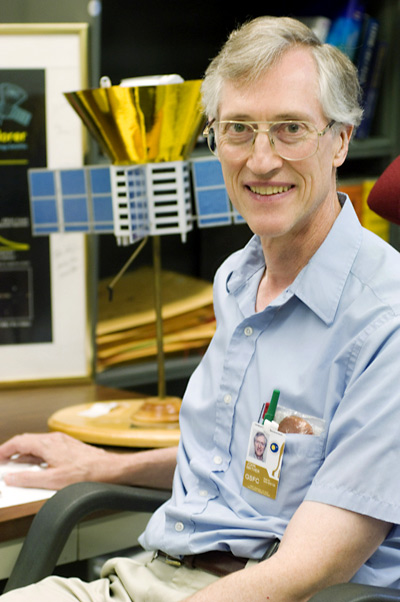
John C. Mather (* 1946)

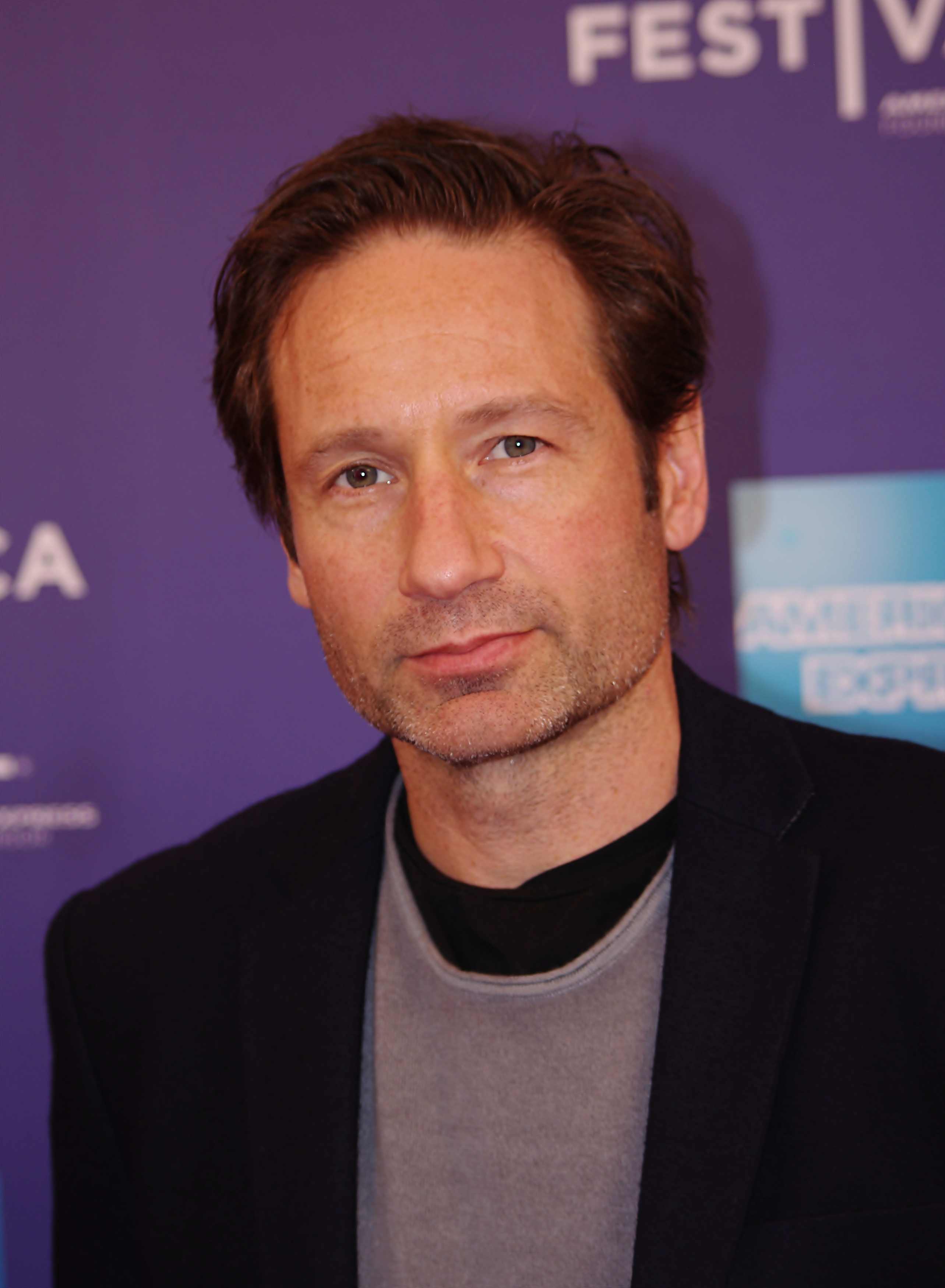
David Duchovny (* 1960)

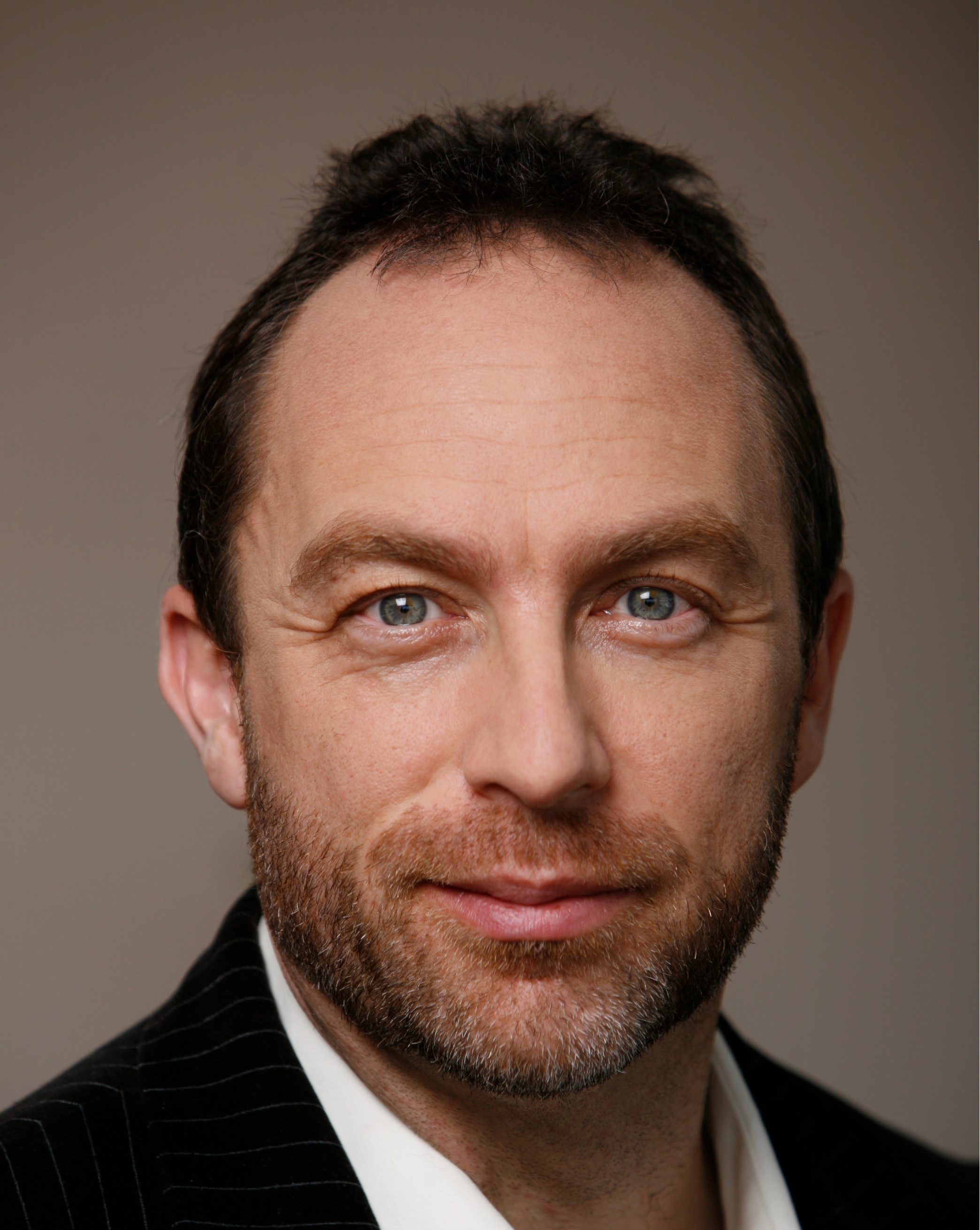
Jimmy Wales (* 1966)

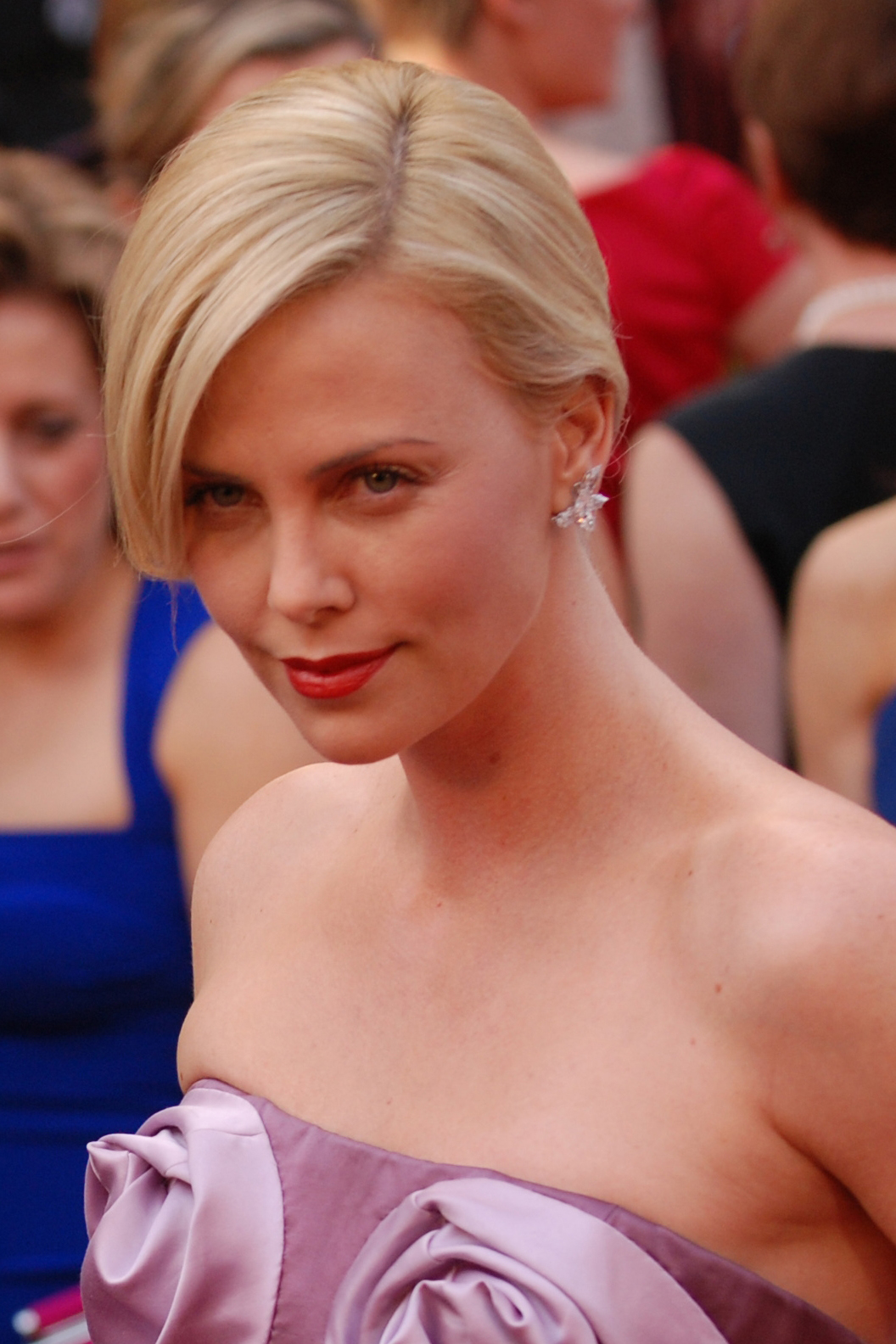
Charlize Theronová (* 1975)

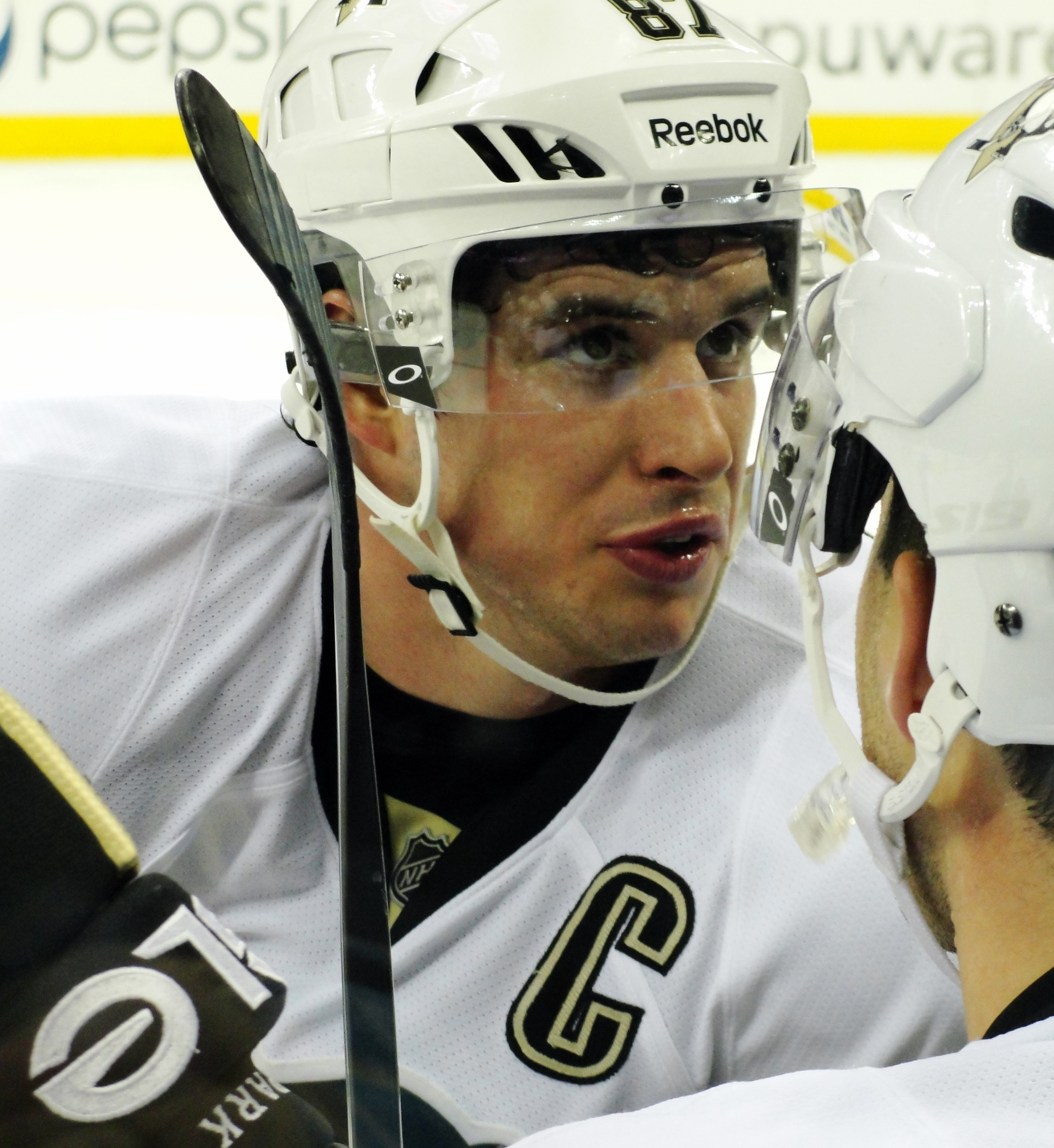
Sidney Crosby (* 1987)

- 0317 – Constantius II., římský císař († 3. listopadu 361)
- 1282 – Alžběta Anglická, nejmladší dcera anglického krále Eduarda I. († 5. května 1316)
- 1533 – Alonso de Ercilla, španělský básník a voják († 29. listopadu 1594)
- 1590 – Arcivévoda Karel Habsburský, biskup brixenský, místokrál portugalský († 28. prosince 1624)
- 1613 – Vilém Fridrich Nasavsko-Dietzský, hrabě Nasavsko-Dietzský a místodržitel Fríska, Stadtholderu, Drentska a Groningenu († 31. října 1664)
- 1619 – Anna Kateřina Konstance Vasa, polská princezna a falcká hraběnka († 8. října 1651)
- 1649 – Karel I. Josef Habsburský, rakouský arcivévoda a syn císaře Ferdinanda III. († 27. ledna 1664)
- 1679 – Franz Anton Kuen, rakouský sochař († 17. srpna 1742)
- 1751 – Vilemína Pruská, pruská princezna († 9. června 1820)
- 1759 – Christian Hermann Benda, německý herec a operní pěvec († 30. listopadu 1805)
- 1779 – Carl Ritter, německý geograf († 28. září 1859)
- 1780 – Bernard Baron, právník a redaktor († 26. února 1829)
- 1826 – August Ahlqvist, finský básník, literární kritik, filolog († 20. listopadu 1889)
- 1832 – Max Lange, německý šachista, novinář, šachový teoretik, organizátor a skladatel († 8. prosince 1899)
- 1834 – Žofie Bádenská, princezna bádenská a kněžna z Lippe († 6. dubna 1904)
- 1846 – Hermann Paul, německý jazykovědec, germanista a lexikograf († 29. prosince 1921)
- 1859
  - Friedemir Poggenpohl, německý designér nábytku († 4. srpna 1924)
  - Fjodor Osipovič Šechtěl, ruský architekt, grafik, malíř a scénograf, vůdčí osobnost ruské secese a racionalistické moderny († 7. července 1926)
- 1862
  - Jakob Bosshart, švýcarský spisovatel († 18. února 1924)
  - Rudolf Eickemeyer, americký fotograf († 25. dubna 1932)
  - Viktorie Bádenská, švédská královna († 4. dubna 1930)
- 1867 – Emil Nolde, německý expresionistický malíř, představitel moderního umění († 15. dubna 1956)
- 1873 – Eugène Mittelhauser, francouzský generál, druhý velitel francouzské mise v Československu († 19. prosince 1949)
- 1876 – Mata Hari, nizozemská tanečnice a špionka za první světové války († 15. října 1917)
- 1877 – Ulrich Salchow, švédský krasobruslař a sportovní funkcionář († 19. dubna 1949)
- 1878 – Maria Caspar-Filser, německá malířka († 12. února 1968)
- 1881 – François Darlan, francouzský admirál a politik († 24. prosince 1942)
- 1882 – Francis Balodis, lotyšský archeolog a egyptolog († 8. srpna 1947)
- 1884 – Billie Burkeová, americká herečka († 14. května 1970)
- 1889 – Léon Brillouin, francouzský fyzik († 4. října 1969)
- 1901 – Julija Solncevová, ruská filmová herečka a režisérka († 28. října 1989)
- 1902 – Douglas Lowe, britský olympijský vítěz v běhu na 800 metrů († 30. března 1981)
- 1904 – Ralph Bunche, americký politolog a diplomat, nositel Nobelovy ceny míru († 9. prosince 1971)
- 1906
  - Nelson Goodman, americký filozof († 25. listopadu 1998)
  - Dezider Milly, slovenský malíř, grafik a pedagog († 1. září 1971)
- 1911 – István Bibó, maďarský právník, historik a politický filozof, politický vězeň († 10. května 1979)
- 1921 – Manitas de Plata, francouzský kytarista († 5. listopadu 2014)
- 1924 – Daniel Inouye, americký politik († 17. prosince 2012)
- 1925 – Armand Gaétan Razafindratandra, madagaskarský kardinál († 9. ledna 2010)
- 1926 – Herbert Friedrich, německý spisovatel
- 1927 – Edwin Edwards, americký demokratický politik († 12. července 2021)
- 1928
  - James Randi, kanadský kouzelník, iluzionista, spisovatel, skeptik († 20. října 2020)
  - Herb Reed, americký zpěvák, člen skupiny The Platters († 4. června 2012)
- 1932 – Abebe Bikila, etiopský atlet a voják, olympionik († 25. října 1973)
- 1933
  - Jerry Pournelle, americký esejista, novinář a autor science fiction († 8. září 2017)
  - Elinor Ostromová, americká politická ekonomka, nositelka Nobelovy ceny († 12. června 2012)
- 1935 – Rahsaan Roland Kirk, americký jazzový multiinstrumentalista († 5. prosince 1977)
- 1937 – Magic Slim, americký bluesový hudebník († 21. února 2013)
- 1938 – Giorgetto Giugiaro, italský automobilový a průmyslový designér
- 1940 – Jean-Luc Dehaene, premiér Belgie († 15. května 2014)
- 1942
  - Tobin Bell, americký herec
  - B. J. Thomas, americký country-popový zpěvák († 29. května 2021)
  - Carlos Monzón, argentinský boxer († 8. ledna 1995)
- 1943
  - Alain Corneau, francouzský filmový režisér a spisovatel († 30. srpna 2010)
  - Valerij Něpomňaščij, ruský fotbalový trenér a bývalý hráč
- 1944
  - Daniel Féret, belgický politik, předseda belgické Národní fronty
  - Robert Mueller, americký voják, právník a současný ředitel FBI
  - John Glover, americký herec, vítěz Tony Award
- 1946 – John C. Mather, americký astrofyzik a kosmolog, nositel Nobelovy ceny
- 1947
  - Sofia Rotaru, ukrajinská populární zpěvačka a herečka moldavského původu
  - Kerry Reidová, australská tenistka
- 1948 – Dan Chaluc, izraelský generál
- 1949 – Tim Renwick, britský rockový kytarista, spolupracující mj. s Pink Floyd
- 1950 – Dave Wottle, americký olympijský vítěz v běhu na 800 metrů z roku 1972
- 1951 – Pete Way, britský baskytarista
- 1952 – Kees Kist, nizozemský fotbalista
- 1954 – Jonathan Pollard, bývalý analytik zpravodajství námořnictva USA, usvědčený izraelský špion
- 1955
  - Wayne Knight, americký herec, bavič a dabér
  - Vladimir Sorokin, ruský spisovatel, scenárista a dramatik
- 1956
  - Hans Enoksen, grónský premiér
  - Kent Vernon Rominger, americký astronaut
- 1957 – Zdenka Kramplová, slovenská politička
- 1958
  - Julian Wadham, britský filmový, televizní a divadelní herec
  - Bruce Dickinson, anglický zpěvák (Iron Maiden)
- 1960 – David Duchovny, americký herec
- 1962 – Michael Weikath, německý kytarista, člen skupiny Helloween
- 1963 – Harold Perrineau, americký herec
- 1966 – Jimmy Wales, internetový podnikatel, jeden ze zakladatelů Wikipedie
- 1971 – Juraj Čobej, slovenský fotbalový brankář
- 1975
  - Charlize Theron, jihoafrická filmová herečka
  - Hans Matheson, skotský herec
- 1979 – Eric Johnson, kanadský herec
- 1982
  - Abbie Cornish, australská herečka
  - Juan Martín Hernández, argentinský ragbista
- 1983 – Danny, portugalský fotbalista
- 1984 – Admir Ljevaković, bosenský fotbalista
- 1985 – Daniel Gimeno-Traver, španělský tenista
- 1987 – Sidney Crosby, kanadský lední hokejista
- 1989 – DeMar DeRozan, americký basketbalista
- 1997 – Roman Safiullin, ruský tenista
- 1999 – Sydney McLaughlinová-Levroneová, americká atletka, sprinterka

## Úmrtí
Viz též Kategorie:Úmrtí 7. srpna — automatický abecedně řazený seznam.

### Česko

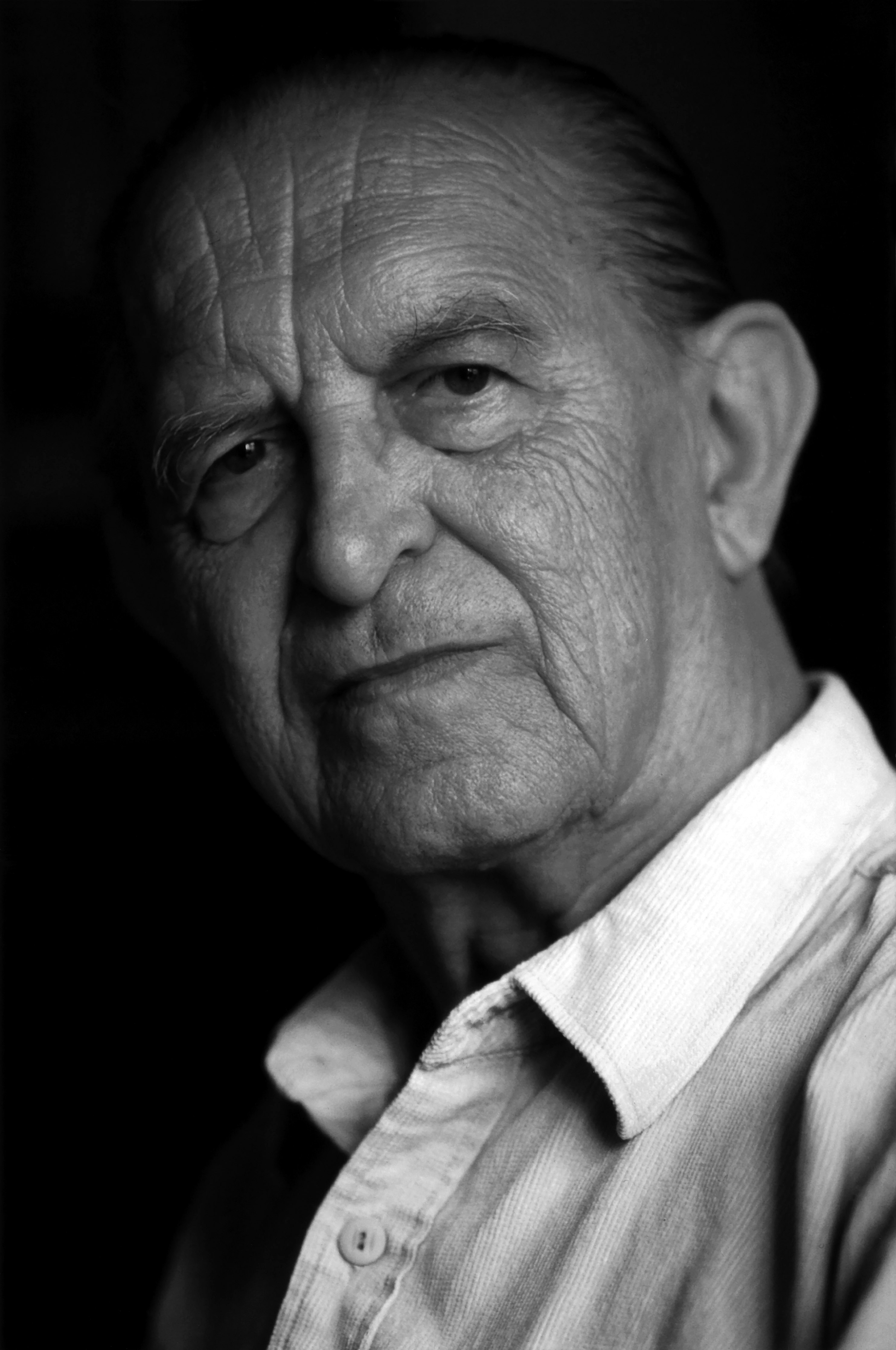
Dušan Zbavitel († 2012)

- 1731 – František Ferdinand Khünburg, arcibiskup pražský (* 5. února 1651)
- 1814 – Josef Bohumír Mikan, lékař, botanik, rektor Karlovy univerzity (* 3. září 1743)
- 1820 – László Baka, reformovaný kazatel (* 1754)
- 1880 – Anton Rösler, stavební podnikatel a politik německé národnosti (* 30. ledna 1813)
- 1899 – František Kohout, knihkupec (* 1841)
- 1912 – Emanuel Tilsch, právník (* 8. dubna 1866)
- 1913 – David Popper, violoncellista a hudební skladatel (* 18. června 1843)
- 1923 – Václav Krumbholz, poslanec Českého zemského sněmu a Říšské rady (* 8. března 1846)
- 1969 – Oldřich Wenzl, básník (* 3. října 1921)
- 1975 – Antonín Lhoták, sochař a medailér (* 1. března 1897)
- 1980 – Jaroslav Procházka, právník, profesor a rektor Univerzity Karlovy, armádní generál (* 26. června 1897)
- 1981 – Heda Kaufmannová, spisovatelka (* 24. dubna 1905)
- 1986 – Ladislav Hojer, sériový vrah (*15. března 1958)
- 1987 – Bohumil Sekla, zakladatel české lékařské genetiky (* 16. května 1901)
- 1989 – Jan Viktor Mládek, americký ekonom polsko-českého původu (* 7. prosince 1911)
- 1991 – František Ferda, kněz a léčitel (* 31. března 1915)
- 2011 – Jiří Traxler, klavírista, skladatel, textař a hudební aranžér (* 12. března 1912)
- 2012 – Dušan Zbavitel, indolog (* 7. května 1925)
- 2015 – Ladislav Tondl, logik, sémantik, filozof a teoretik vědy (* 28. února 1924)
- 2017 – Jaroslav Klemeš, generál a bojovník proti nacismu (* 31. ledna 1922)

### Svět

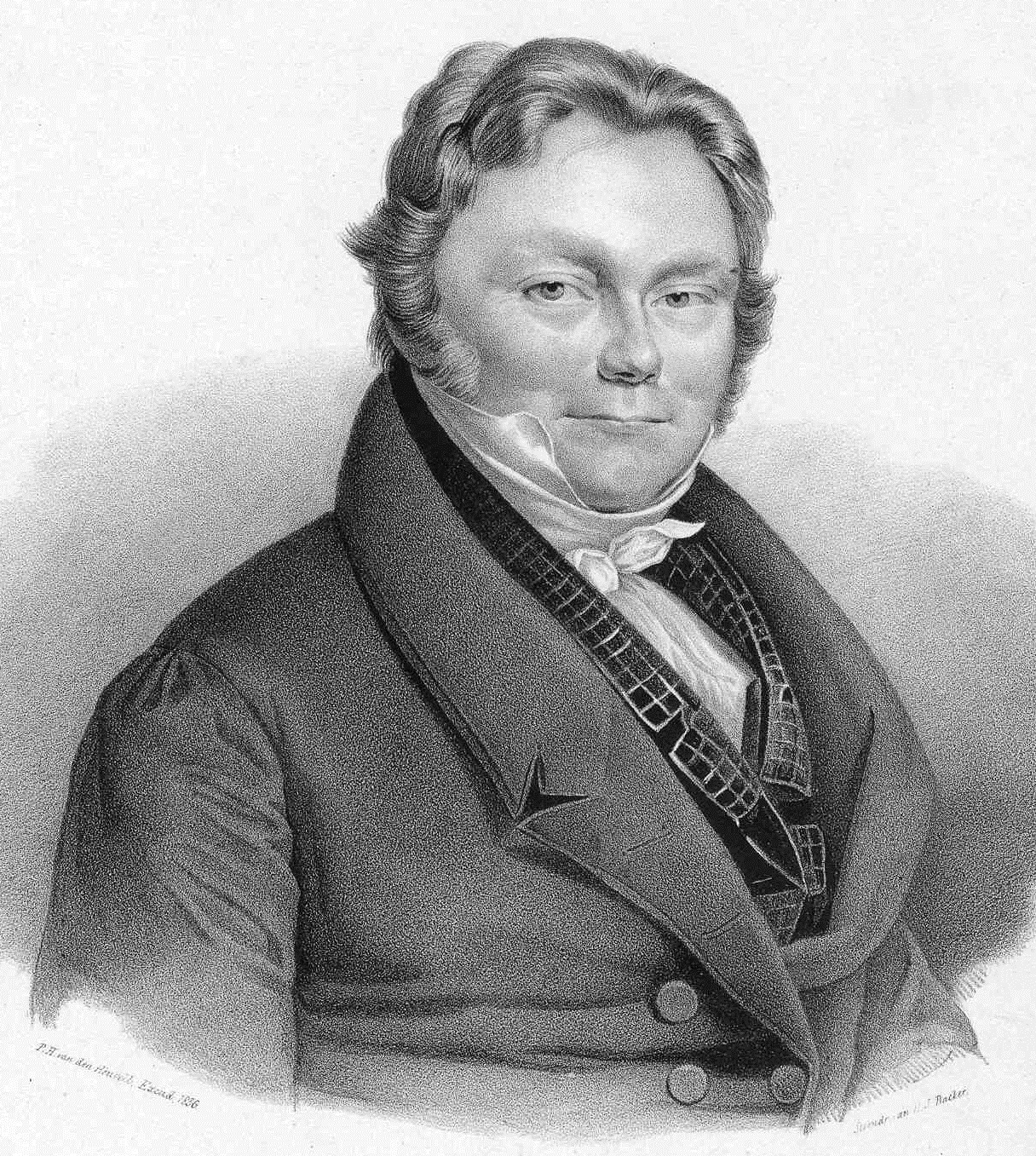
Jöns Jacob Berzelius († 1848)

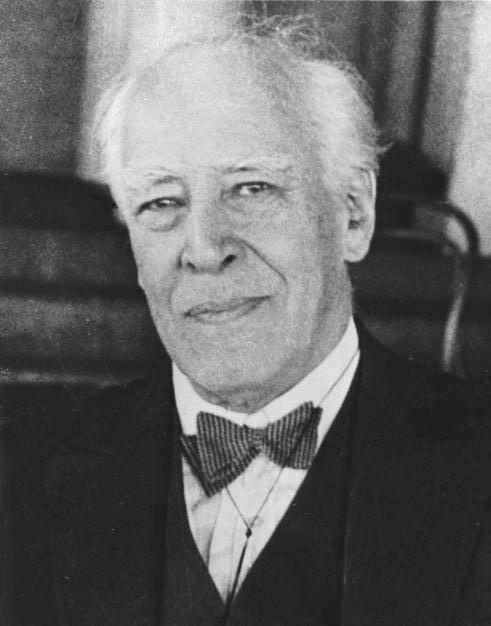
Konstantin Sergejevič Stanislavskij († 1938)

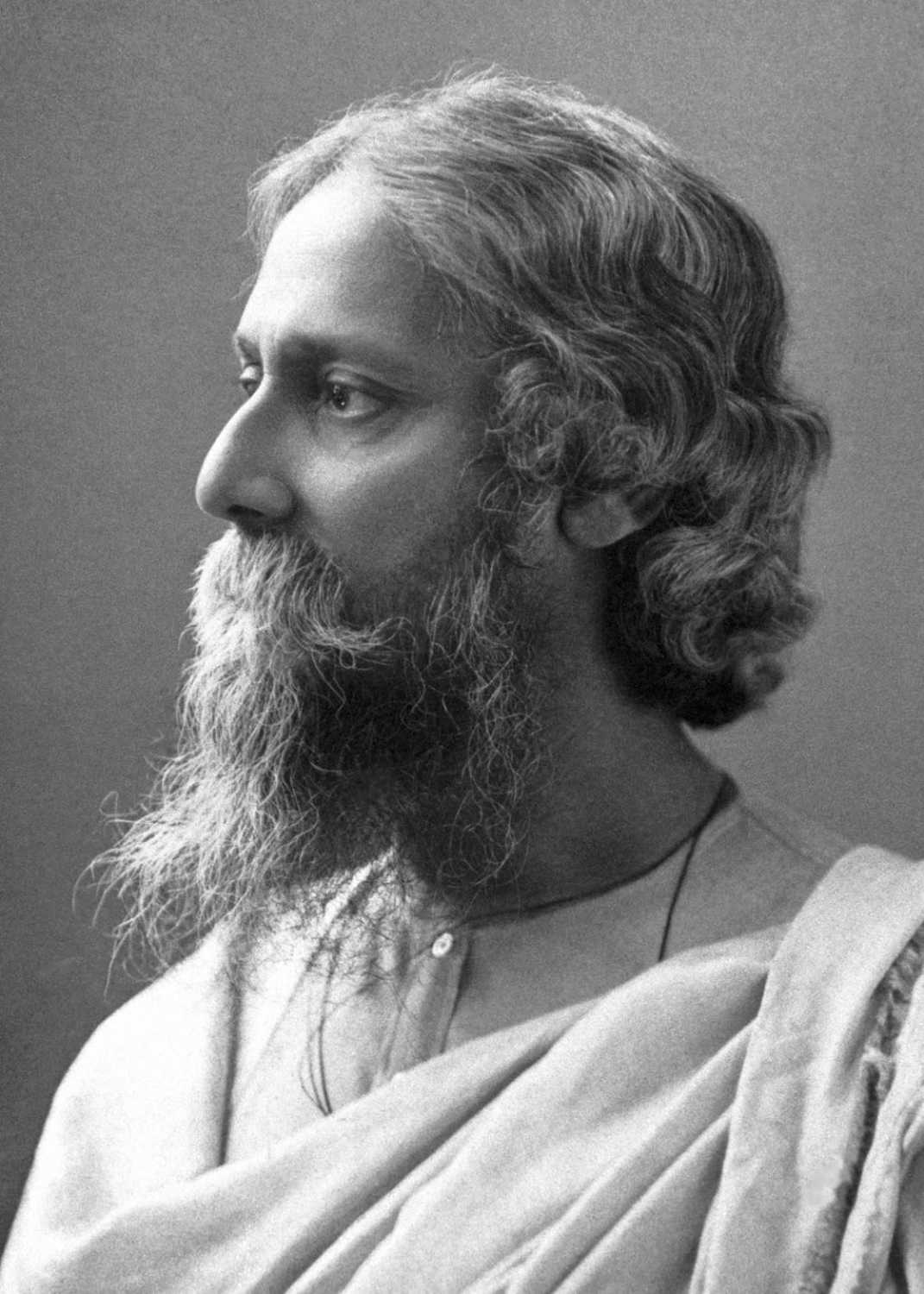
Rabíndranáth Thákur († 1941)

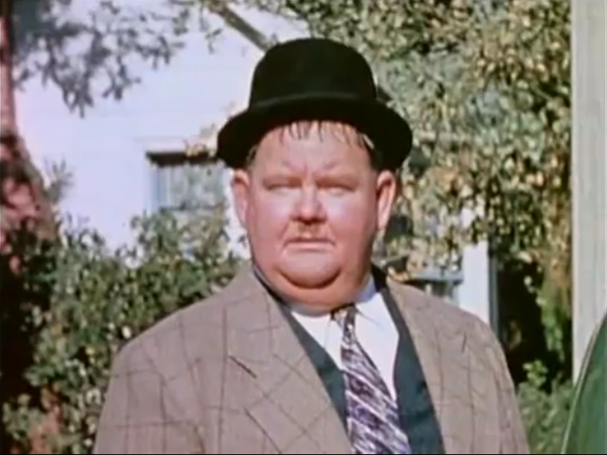
Oliver Hardy († 1957)

- 1106 – Jindřich IV., císař Svaté říše římské (* 11. listopadu 1050)
- 1306 – Albert z Trapani, sicilský katolický kněz a světec (* 1250)
- 1385 – Jana z Kentu, matka krále Richarda II. (* 29. září 1328)
- 1560 – Anastasie Romanovna, ruská carevna, první manželka Ivana IV. Hrozného (* ? 1530)
- 1580 – Lala Mustafa Paša, osmanský státník a velkovezír (* asi 1500)
- 1585 – Ismihan Sultan, osmanská princezna a dcera sultána Selima II. (* 1544)
- 1622 – Cunenaga Hasekura, japonský diplomat a velvyslanec (* 1571)
- 1635 – Friedrich Spee, německý jezuita, barokní duchovní lyrik a spisovatel (* 25. února 1591)
- 1649 – Marie Leopoldina Tyrolská, manželka císaře Ferdinanda III., česká královna (* 6. dubna 1632)
- 1712 – Friedrich Wilhelm Zachow, německý varhaník a hudební skladatel (* 14. listopadu 1663)
- 1810 – Ondrej Plachý, slovenský evangelický farář a spisovatel (* 18. ledna 1755)
- 1820 – Élisa Bonaparte, sestra Napoleona Bonaparte (* 3. ledna 1777)
- 1821 – Karolina Brunšvická, manželka britského krále Jiřího IV. (* 17. května 1768)
- 1834 – Joseph Marie Jacquard, francouzský vynálezce (* 17. července 1752)
- 1848 – Jöns Jacob Berzelius, švédský chemik (* 20. srpna 1779)
- 1864 – Janez Avguštin Puhar, slovinský kněz, fotograf, malíř a básník (* 26. srpna 1814)
- 1893 – Alfredo Catalani, italský operní skladatel (* 19. června 1854)
- 1900 – Étienne Lenoir, francouzský vynálezce a obchodník (* 12. ledna 1822)
- 1901 – Josiah Johnson Hawes, americký fotograf (* 20. února 1808)
- 1910 – Klemens Bachleda, polský horský průvodce (* 1849)
- 1914 – Giorgio Sommer, italský fotograf (* 2. září 1834)
- 1921 – Alexandr Alexandrovič Blok, ruský básník a dramatik (* 28. listopadu 1880)
- 1924 – Camille Zeckwer, americký hudební skladatel (* 26. června 1875)
- 1938 – Konstantin Sergejevič Stanislavskij, ruský herec, podnikatel, divadelní režisér, teoretik a pedagog, spoluzakladatel MCHATu (* 17. ledna 1863)
- 1939 – Thomas Andrew, novozélandský fotograf (* 19. ledna 1855)
- 1940 – Eugenie Schwarzwald, rakouská filantropka, spisovatelka a pedagožka (* 4. června 1872)
- 1941 – Rabíndranáth Thákur, filozof a spisovatel, nositel Nobelovy ceny (* 6. května 1861)
- 1944 – Şehzade Ahmed Nuri, syn osmanského sultána Abdulhamida II. (* 19. prosince 1878)
- 1957 – Oliver Hardy, americký komik, partner Stana Laurela (* 18. ledna 1892)
- 1960 – André Bloch, francouzský hudební skladatel a pedagog (* 14. ledna 1873)
- 1963 – Ramon Vila Capdevila, katalánský anarchista, člen CNT a guerrillový bojovník (* 2. dubna 1908)
- 1964 – Aleksander Zawadzki, prezident Polska (* 16. prosince 1899)
- 1971 – Jicchak-Me'ir Levin, ministr izraelské vlády a vůdce hnutí Agudat Jisra'el (* 30. ledna 1893)
- 1972 – Christian Hansen, generál Wehrmachtu (* 10. dubna 1885)
- 1974
  - Virginia Apgarová, americká pediatrička (* 7. června 1909)
  - Rosario Castellanos, mexická spisovatelka a básnířka (25. května 1925)
- 1987 – Nobusuke Kiši, japonský politik, ministr (* 13. listopadu 1896)
- 1992 – Seweryna Szmaglewska, polská spisovatelka (* 11. února 1916)
- 1994 – Liou Chaj-su, čínský malíř (* 16. března 1896)
- 1995 – Don Patinkin, americko-izraelský monetární ekonom (* 8. ledna 1922)
- 1999 – Michal Maheľ, slovenský geolog (* 19. srpna 1920)
- 2000 – Georges Matheron, francouzský matematik a geolog (* 2. prosince 1930)
- 2003 – Bianchi Anderloni, italský automobilový designér a podnikatel (* 7. dubna 1916)
- 2005 – Ester Šimerová-Martinčeková, slovenská malířka (* 23. ledna 1909)
- 2007 – Miklós Páncsics, maďarský fotbalový reprezentant (* 4. února 1944)
- 2008 – Andrea Pininfarina, italský podnikatel, majitel a výkonný ředitel rodinné karosářské firmy Pininfarina (* 26. června 1957)
- 2010 – Bruno Cremer, francouzský herec, představitel komisaře Maigreta (* 6. října 1929)
- 2018 – Stan Mikita, kanadský hokejista slovenského původu (* 20. května 1940)
- 2019 – Kary Mullis, americký chemik, Nobelova cena za chemii 1993 (* 28. prosince 1944)
- 2023 – William Friedkin, americký režisér, producent a scenárista (* 29. srpna 1935)
- 2025 – Jim Lovell, americký vojenský pilot a astronaut (* 25. března 1928)

## Svátky

### Česko
- Lada
- Arabela
- Dona, Donát, Donáta
- Iboja
- Kajetán

### Svět
- Kolumbie: Bitva u Boyacu
- Pobřeží slonoviny: Den nezávislosti
- Trinidad a Tobago: Den objevení

Liturgický kalendář
- Svatý Sixtus II. – 24. papež katolické církve († 6. srpna 258)

| 7. srpen v pražském KlementinuÚdaje jsou platné k 8. 7. 2025. | 7. srpen v pražském KlementinuÚdaje jsou platné k 8. 7. 2025. | 7. srpen v pražském KlementinuÚdaje jsou platné k 8. 7. 2025. |
| minimum                                                       | denní průměr                                                  | maximum                                                       |
| ------------------------------------------------------------- | ------------------------------------------------------------- | ------------------------------------------------------------- |
| 7,1 °C (1987)                                                 | 20,3 °C (od 1961)                                             | 36,3 °C (2015)                                                |